# Angola-Langohrfledermaus
Die Angola-Langohrfledermaus (Laephotis angolensis) ist ein in Afrika verbreitetes kleines Fledertier in der Familie der Glattnasen. Das Typusexemplar stammt aus der Umgebung des Ortes Dala.

## Merkmale
Für wenige Exemplare wurde eine Kopf-Rumpf-Länge von 46 bis 50 mm, eine Schwanzlänge von 36 bis 38 mm und eine Unterarmlänge von 32 bis 36 mm ermittelt. Gewichtsangaben fehlen und die Ohren sind 15 bis 18 mm lang. Die Haare der Oberseite sind an den Wurzeln schwarzbraun und an den Spitzen gelbbraun bis rotbraun, was ein dunkles gelb- bis rotbraunes Aussehen erzeugt. Weiterhin haben die Haare der Unterseite eine schwarzbraune Basis und helle Spitzen. So ist das Kinn hellgrau und der Bauch cremefarben bis weiß. Um die Augen und an der Schnauze kommt dunkelbraune nackte Haut vor. Kennzeichnend sind etwa dreieckige Ohren mit einer langgezogenen Spitze. Diese stehen auf der Stirn sehr dicht beieinander, doch sie sind nicht vereint. Die Angola-Langohrfledermaus hat dunkelbraune Flügel und eine etwas hellere Schwanzflughaut, die leicht durchscheinend ist. In diese ist der Schwanz eingebettet oder es ragt eine kleine Spitze heraus. Die Botswana-Langohrfledermaus hat allgemein unterseits ein helleres Fell und einen breiteren Tragus im Ohr.

## Verbreitung und Lebensweise
Die Art ist nur aus einem kleinen Gebiet im zentralen Angola und in der südlichen Demokratischen Republik Kongo bekannt. Sie hält sich in feuchten Savannen mit Baumgruppen auf. Ihr Verhalten gleicht vermutlich anderen Afrikanischen Langohrfledermäusen.

## Gefährdung
Die IUCN listet die Angola-Langohrfledermaus mit ungenügende Datenlage (data deficient), da keine Angaben zu möglichen Bedrohungen und zur Populationsgröße vorliegen.